# Aurora (Ohio)
Aurora – miasto w Stanach Zjednoczonych, w hrabstwie Portage, w stanie Ohio.
Liczba mieszkańców w 2005 roku wynosiła  14 353.

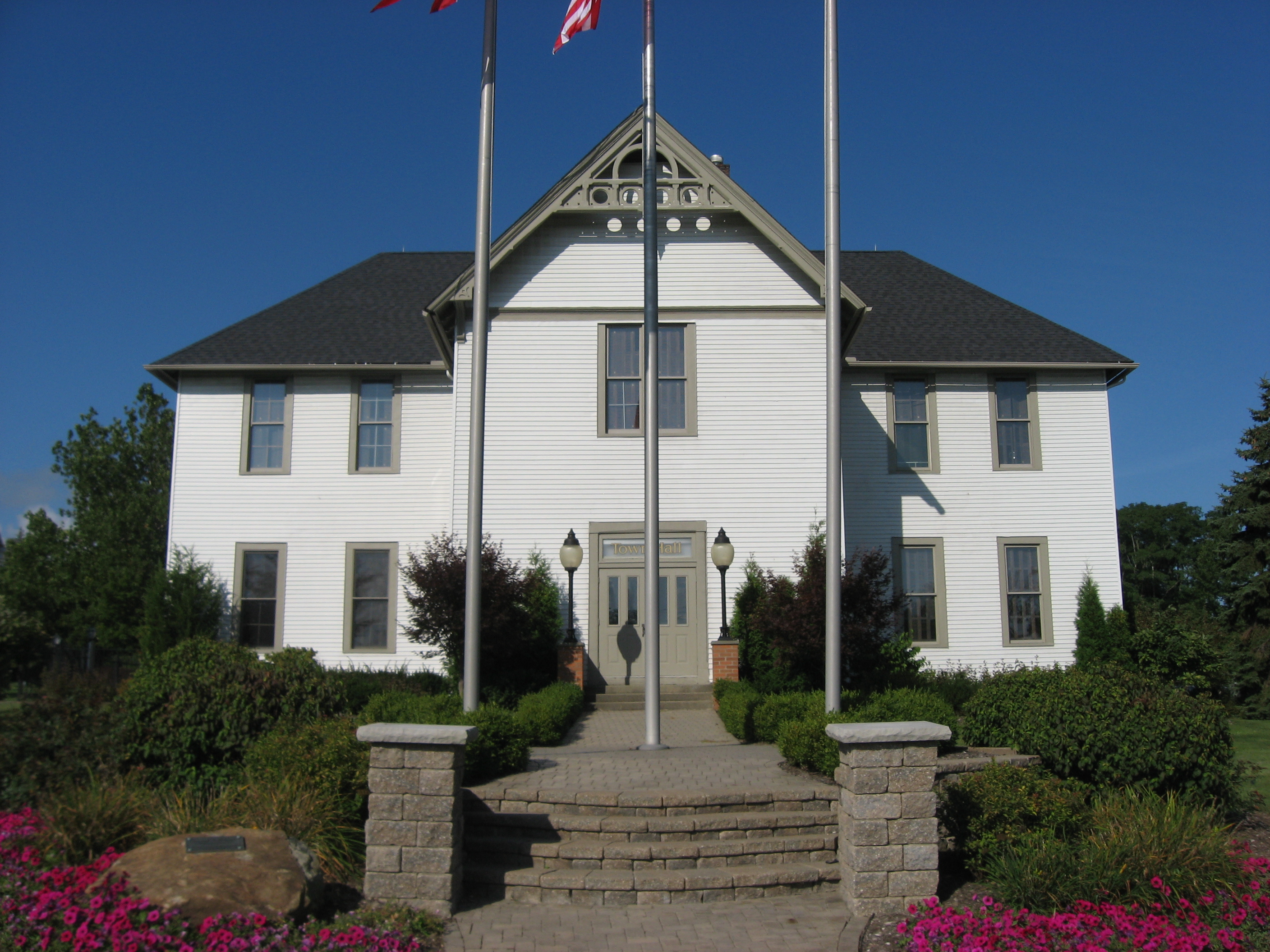
Ratusz w Aurorze
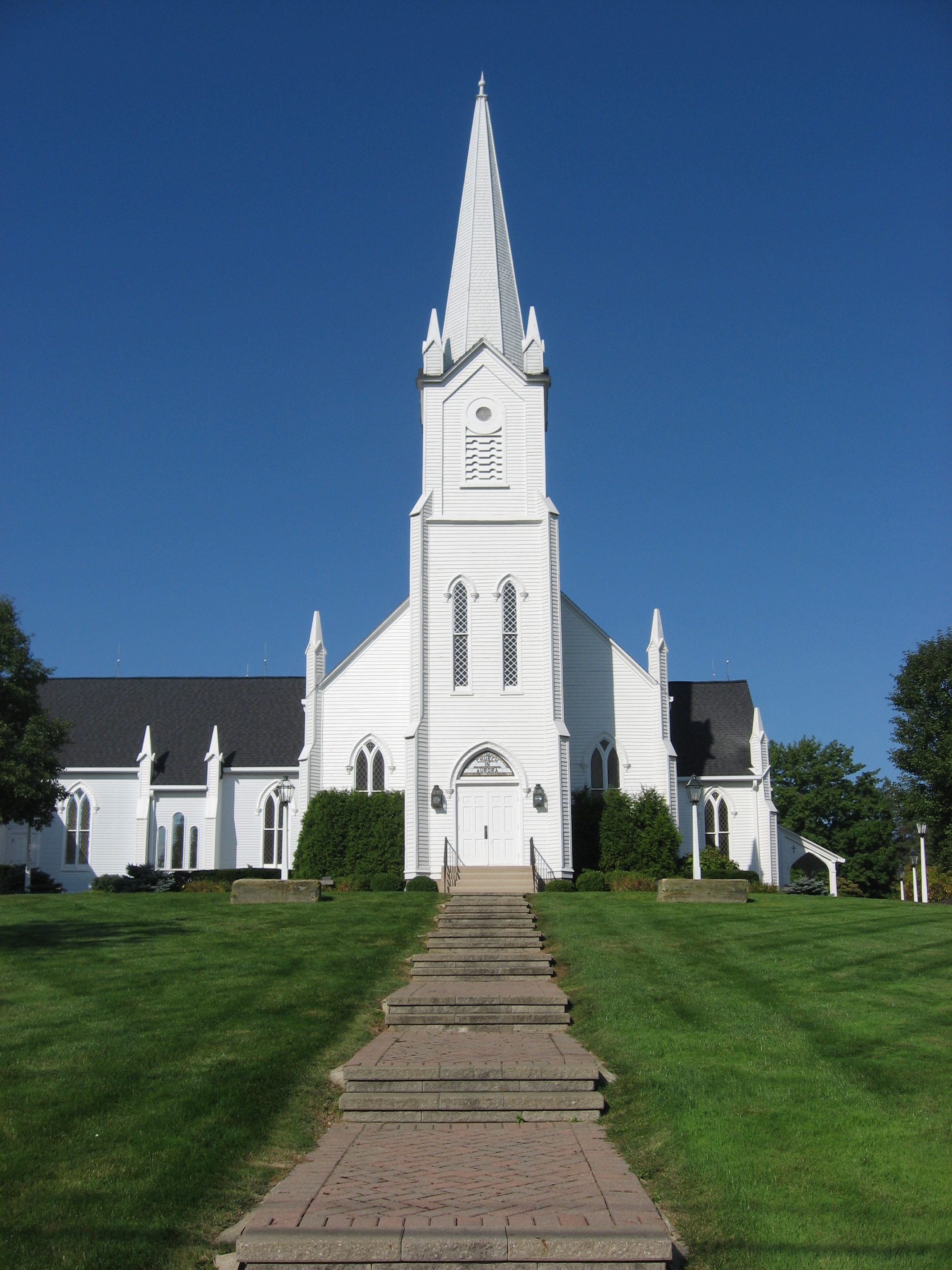
Kościół w centrum miasta, przy drodze 146 S. Chillicothe